# Slezská Ostrava
Slezská Ostrava, bis 1919 Polská Ostrava (deutsch Schlesisch Ostrau, bis 1919 Polnisch Ostrau, polnisch Polska Ostrawa) ist eine ehemalige Stadt, jetzt ein Ortsteil der Stadt Ostrava, am östlichen, schlesischen Ufer der Ostravice, südlich der Mündung in die Oder, gegenüber Moravská Ostrava (Mährisch Ostrau). Mit sieben weiteren Ortsteilen bildet Slezská Ostrava den Stadtbezirk Slezská Ostrava.

## Geschichte
Der Ort wurde am 26. Mai 1229 in der päpstlichen Bulle von Gregor IX. für die Abtei Tyniec bei Krakau als Ostrawa erstmals urkundlich erwähnt. Politisch lag er in der 1223 erstmals erwähnten polnischen Kastellanei der Stadt Teschen im Herzogtum Oppeln-Ratibor. Auf der anderen Seite des Flusses in Mähren wurde eine Besiedlungsaktion von Arnold von Hückeswagen eingeführt, die nach seinem Tod (1260) vom Olmützer Bischof Bruno von Schauenburg stark intensiviert wurde. Dieses bewegte im Jahr 1261 dem Herzog Wladislaus I., die Grenze des Herzogtums Oppeln-Ratibor mit Ottokar II. entlang der Ostrawitza zu regeln, sowie Tyniecer Benediktiner 1268 in Orlau anzusiedeln, um den Grenzbereich in der Nähe von Mähren zu verstärken. Die Orlauer Benedikter besaßen das Einkommen des Ostrauer Wirtshauses und den Zehnt. Zwischen 1268 und 1278 wurde auf der mährischen Seite des Flusses die gleichnamige Stadt gegründet und für diesen topographischen sekundären Ortsnamen (ostr* – schnell, rasch) wurden später Adjektive hinzugefügt, um sie zu unterscheiden: Mährisch für die neue Stadt und zunächst in einem deutschsprachigen Dokument im Jahr 1380 Wendisch für das Dorf auf oberschlesischer bzw. Teschener Seite der Ostrawitza – im Gegensatz zur [deutsch-mährischen] Stadt – und nach der Einführung der tschechischen Amtssprache im Königreich Böhmen sowie um das Jahr 1430 im Herzogtum Teschen wurde das Dorf konsequent Polnisch Ostrau genannt.

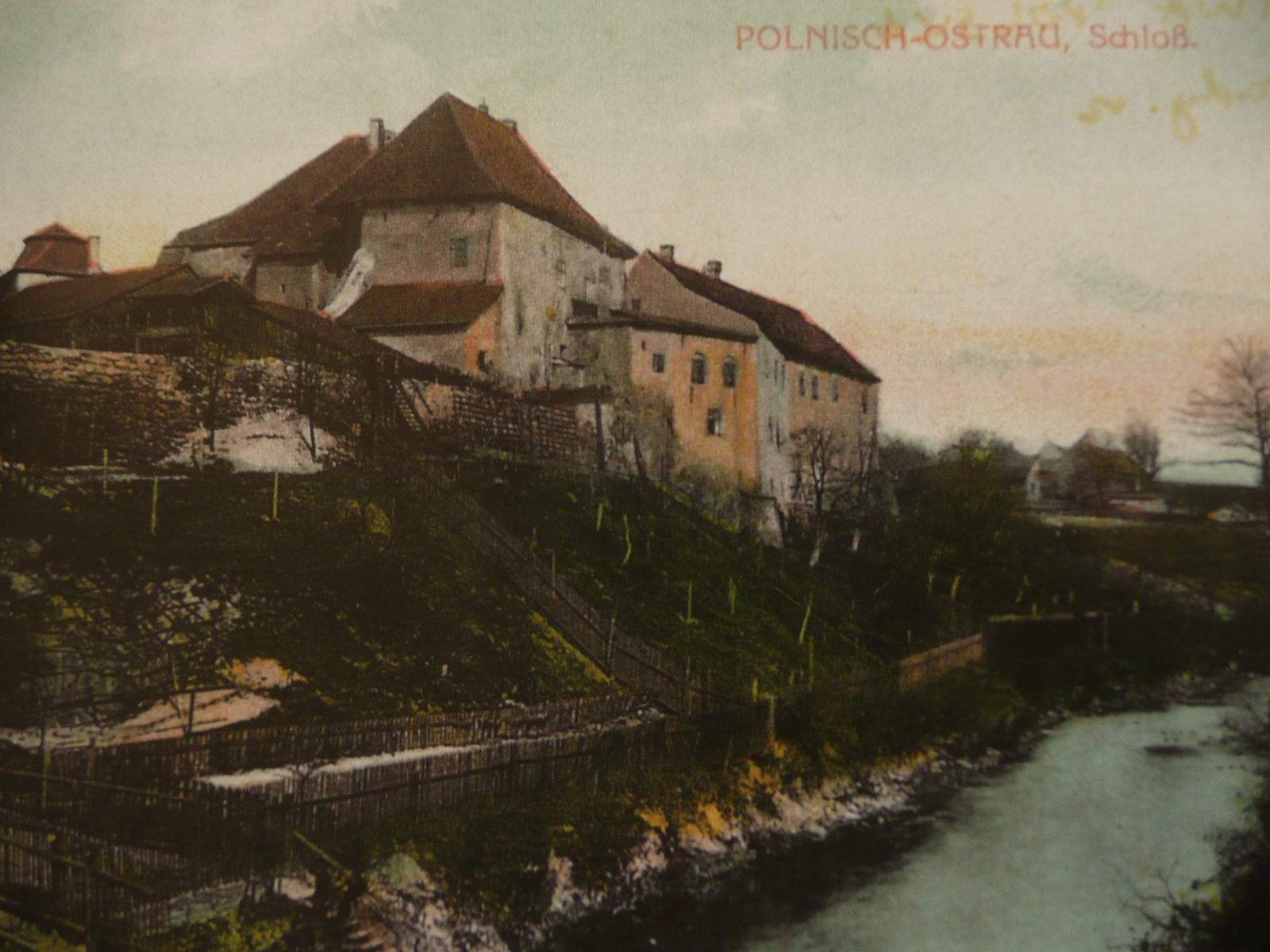
Schloß in Polnisch-Ostrau

Im Jahr 1290 entstand das Herzogtum Teschen, dessen erster Herzog Mieszko I. am 2. August 1297 mit dem Olmützer Bischof Theoderich von Neuhaus die Grenze an der Ostravitza bestätigte. Es wurden zwei Dokumente auf beiden Seiten ausgestellt, worin das Gebiet am rechten Ufer im Lateinischen als Polen bezeichnet wurde (super metis et terminie apud Ostraviam in minibus buno rum ducatus nostri et episcopatus Olomucensis pro eo, quod fluvius idem qui de beret metas Polonie et Moravie distingire), was die Adjektive der beiden Orte erklärt. Die Grenze verlor an Bedeutung im Jahr 1327, als das Herzogtum Teschen unter die Oberhoheit der Krone Böhmen kam, jedoch bestand die kirchliche Grenze zwischen dem Bistum Breslau und dem Bistum Olmütz bis zum Jahr 1978 an der Ostravice.
Auf der Liste der Zeugen des oben erwähntes Grenzvertrags aus 1297 wurde ein Kastellan von Ostravia namens Herman belistet, also bestand schon die Grenzburg an der Mündung der Lučina in die Ostrawitza, die 1327 erwähnt wurde. 1332 besaß diese Stellung der Ritter Dziersław. An der Wende des 15. Jahrhunderts wurde eine römisch-katholische Pfarrei im Dekanat Teschen gegründet und im Jahr 1447 umfasste die Parochie in Ostravia in allen eingepfarrten Ortschaften 165 Personen. Laut dem Bericht der bischöflichen Visitation aus Breslau in der zweiten Hälfte des 17. Jahrhunderts wurde in der Kirche in villa Polono-Ostrawa in Mährischer Sprache gepredigt. Auch die Toponyme in der Umgebung hatten im 18. Jahrhundert starke mährisch-lachische Einflüsse (siehe Lachei), z. B. h ≥ g und Abwesenheit der Nasalvokale.
1434 waren die Dorfbesitzer z Polske Ostrawi Jan und Arnošt von Tworkau. Danach gehörte es in den 1470er Jahren dem Hrziwnacz z Heraltic, aber die wichtigsten Besitzer waren Sedlnitzky von Choltitz (1508–1714) und Wilczek von Dobra Zemica (1714–1848). Die Sedlnitzky bauten die Burg im Renaissance-Stil um und unter Wilczek begann im Jahr 1787 die Förderung der Steinkohle erstmals im Ostrauer Revier, was den Aufstieg des Orts initiierte.

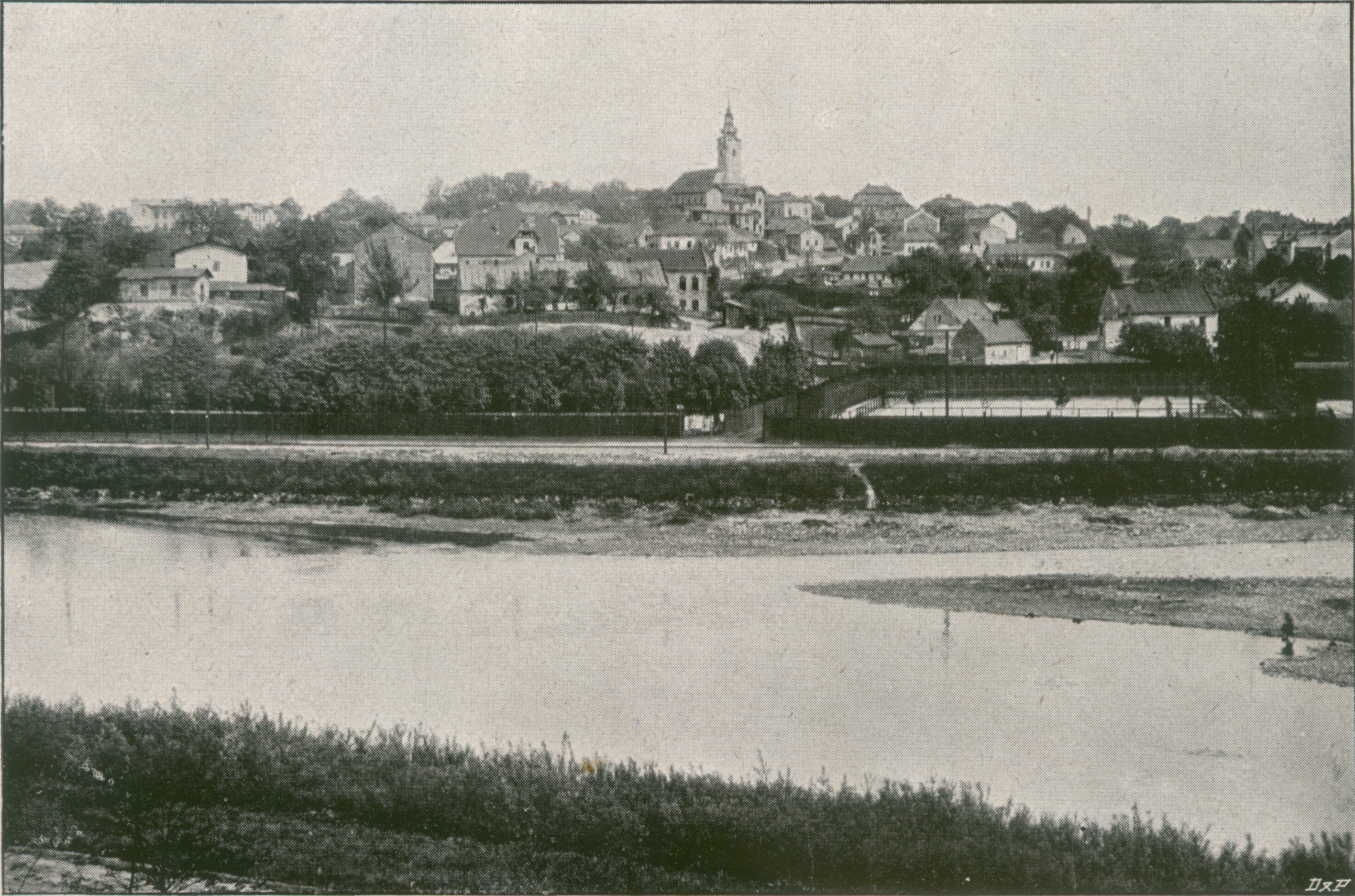
Ortsansicht im Jahr 1911

In der Beschreibung Teschener Schlesiens von Reginald Kneifl im Jahr 1804 war Ostrau (Pohlnisch) ein Dorf und eine Herrschaft des Grafen Joseph von Wlczek am Wasser Luczina und dem Fluße Ostrawicza im Teschner Kreis. Das Dorf hatte 52 Häuser mit 332 schlesisch-mährischen Einwohnern. Nach der Aufhebung der Patrimonialherrschaften bildete es zunächst eine Gemeinde im Bezirk Friedek im Österreichisch-Schlesien, ab 1868 im Bezirk Freistadt. Die Zahl der Einwohner stieg bis 1869 auf 4620. In den 1870er und 1880er begann ein großer Zuzug in das Ostrau-Karwiner Kohlen- und Industriegebiet hauptsächlich Billigkräfte aus Galizien. 1879 wurde es zur Marktgemeinde erhoben. 1880 hatte sie 8758 Einwohner, davon waren 7236 (82,7 %) tschechischsprachig, 1080 (12,3 %) polnischsprachig und 442 (5 %) deutschsprachig. 1910 gab es schon 22.892 Einwohner auf der Fläche von 1405 Hektar, davon waren 16.927 (74,6 %) tschechisch-, 4467 (19,7 %) polnisch- und 1296 (5,7 %) deutschsprachig, 21.604 waren Römisch-Katholiken, 885 (3,8 %) Evangelische und 290 (1,3 %) Juden. Im frühen 20. Jahrhundert entflammte ein nationaler Konflikt zwischen Polen und Tschechen. Die tschechischen Aktivisten betrachten die Eröffnung einer polnischen Volksschule (1904) und zwei Kindergärten (1906, 1908) von der polnischen Macierz Szkolna als eine Polonisierung. Petr Bezruč veröffentlichte in den Schlesischen Liedern das Gedicht Polská Ostrava, in dem er den Ort personifizierte, der das Adjektiv Polnisch im Ortsnamen bedauerte (das Leitmotiv war, dass der Ort entgegen dem Namen in der Wirklichkeit immer ethnisch mährisch war).
Im Jahr 1904 erhielt Polnisch-Ostrau mit der schmalspurigen Lokalbahn Polnisch-Ostrau–Hruschau einen Eisenbahnanschluss. Dazu kamen 1909 noch die Strecke der Lokalbahn Ostrau–Karwin sowie 1912 die Lokalbahn Polnisch-Ostrau–Michalkowitz der Schlesischen Landeseisenbahnen. Damit war Polnisch-Ostrau ein bedeutender Knotenpunkt der schmalspurigen elektrischen Lokalbahnen im Ostrau-Karwiner Revier geworden.

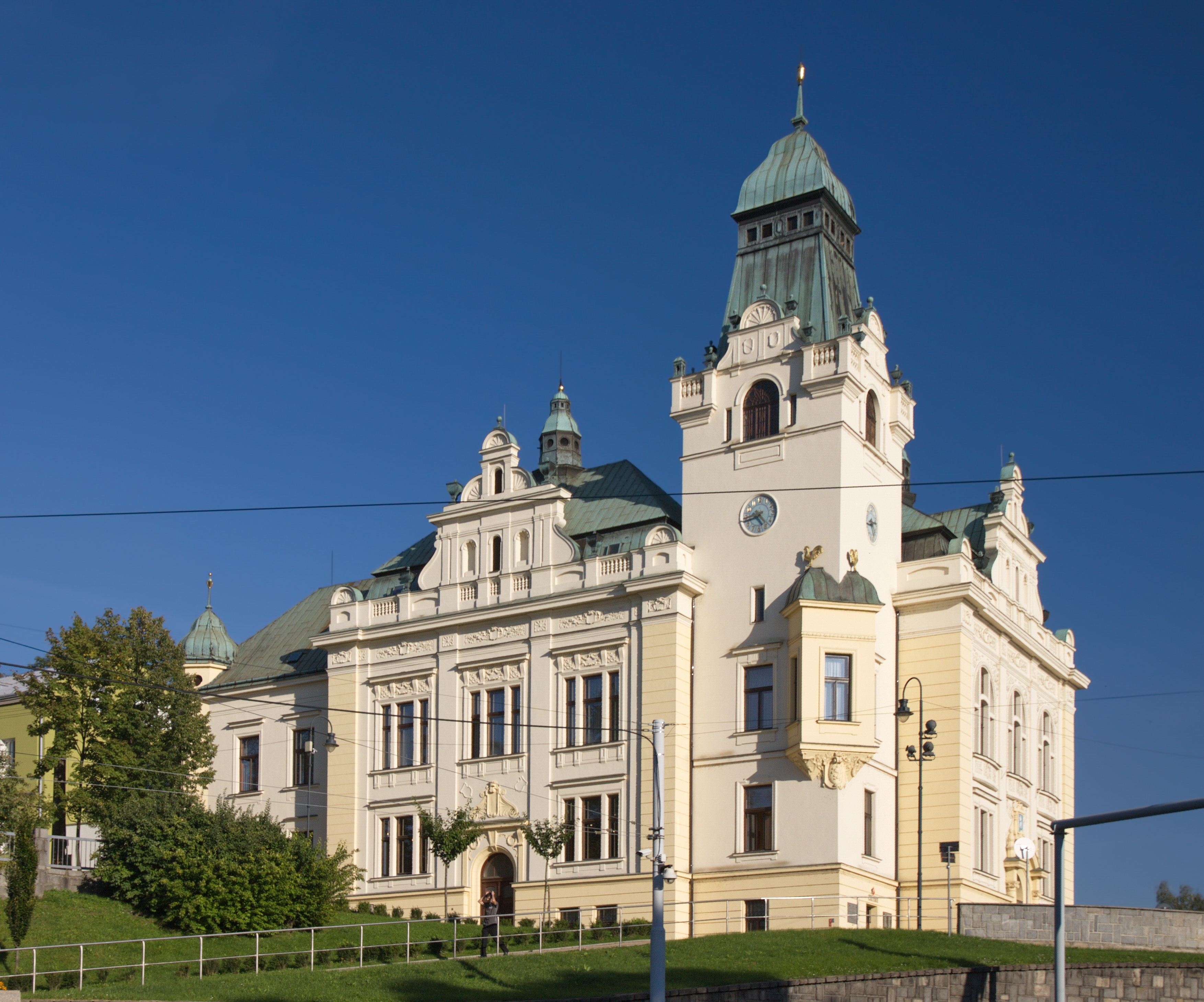
Rathaus

Am 1. Januar 1904 wurden 7 mehrheitlich tschechischsprachige Gemeinden des Gerichtsbezirks Oderberg im Bezirk Freistadt abgetrennt, um den neuen Gerichtsbezirk Polnisch Ostrau im Bezirk Friedek zu schaffen. In den Jahren 1911 bis 1913 wurde ein beeindruckendes Rathaus gebaut.
Nach dem Ersten Weltkrieg und dem Zusammenbruch der Habsburgermonarchie war das Gebiet Teschener Schlesiens umstritten. Am 5. November 1918 verständigten sich der Polnische Nationalrat des Herzogtums Teschen (Rada Narodowa Kięstwa Cieszyńskiego, RNKC) und das tschechische Gebietskomitee (Zemský národní výbor, ZNV) darauf, dass Polnisch Ostrau an die Tschechoslowakei fallen sollte. Auf der tschechischen Seite, auch hinter der Ostrawitza in Mähren, blieben einige zehntausend ethnische Polen, mehrheitlich galizische Einwanderer, davon über 20 % der Bevölkerung des Gerichtsbezirks Polnisch Ostrau. Im Gegensatz zu den altansässigen Wasserpolaken aus dem Gebiet der Teschener Mundarten waren sie zum großen Teil noch analphabetisch und im Vergleich zu den aufgeklärten Polen in der nach dem Polnisch-Tschechoslowakischen Grenzkrieg entstanden Region Olsagebiet tschechisierten sie sich in der Zwischenkriegszeit ziemlich schnell (in der Volkszählung im Jahr 1921 schon im ganzen Gerichtsbezirk nur 877 oder 1,9 % Angaben polnischer Nationalität). Eine Spur von ihnen sind die zahlreichen Nachnamen in der polnischen Schreibweise.
Am 17. November 1919 wurde der Ort in Slezská Ostrava (Schlesisch Ostrau) umbenannt und am 17. September 1920 wurde er zur Stadt erhoben. Noch im Jahr 1919 wurde die Eingemeindung nach Mährisch Ostrau erwogen, um ein „Groß Ostrau“ zu errichten, oder die Eingemeindung von vier Gemeinden östlich der Ostravice an Schlesisch Ostrau um eine Konkurrenzstadt zu Mährisch Ostrau zu schaffen.
Während der Zeit des Protektorats Böhmen und Mähren wurde Schlesisch Ostrau am 1. Juli 1941 mit Mährisch Ostrau zur Stadt Ostrava (Ostrau) vereinigt.

## Persönlichkeiten
- Ota Filip (1930–2018), tschechischsprachiger Schriftsteller
- Zdeněk Jirotka (1911–2003), tschechischer Schriftsteller und Feuilletonist
- Lev Prchala (1892–1963), Armeegeneral der tschechoslowakischen Armee und erster Preisträger des Europäischen Karlspreises der Sudetendeutschen Landsmannschaft

## Ortsgliederung

### Stadtbezirk

Der Stadtbezirk

Der Stadtbezirk wurde am 24. November 1990 gebildet. Er hat eine Fläche von 41,4 km² und 21 161 (2011) Einwohner in 8 Ortsteilen:
| Antošovice | Heřmanice | Hrušov   | Koblov          |
| Kunčice    | Kunčičky  | Muglinov | Slezská Ostrava |

### Ortsteil
Der Ortsteil Slezská Ostrava besteht aus den Grundsiedlungseinheiten Dopravní podnik, Fišerova, Na Najmanské, Na stavě, Nad Lučinou, Nová osada, Odval u Lučiny, Pikartská, Salma, Salmovec, Sionkova-garáže, Slezská Ostrava-Hladnov, Slezská Ostrava-Kamenec, Slezská Ostrava-střed, Slezská Ostrava-u hradu, Stromovka, Trojické údolí, U Těšínské, Ústřední hřbitov, Zárubek und Zvěřina.
Der Ortsteil bildet einen Katastralbezirk.